# Bürgerunternehmen
Ein Bürgerunternehmen ist ein Unternehmen, dessen Anteile sich im Besitz der Bürger im Einzugsgebiet befinden. Hauptziel eines Bürgerunternehmens ist die Erhaltung von Einrichtungen, die für wichtig erachtet werden, der wirtschaftliche Ertrag aus dem Bürgerunternehmen ist nachrangig.
Die Bürger bringen das Eigenkapital für das Unternehmen auf, oft erfolgt auch die Arbeitsleistung und Leitung durch sie übernommen.
Ein Beispiel für ein Bürgerunternehmen ist zum Beispiel das Bürgerbad. 